# Жовтець вужачколистий
{{#ifeq:0|0|{{#if:Ranunculus ophioglossifolius|{{#if:|[[]}}|[[]]}}}}
Жовтець вужачколистий (Ranunculus ophioglossifolius) — вид квіткових рослин з родини жовтецевих (Ranunculaceae).

## Біоморфологічна характеристика
Зазвичай однорічна чи рідше багаторічна трав'яниста рослина 5–50 см заввишки, притиснуто-щетинчаста чи гола, за винятком деяких волосків на краю листя. Стебла порожнисті, гіллясті чи прості, прямовисні чи висхідні, голі чи щетинисті, часто вкорінюються в нижніх, занурених вузлах. Листки цілокраї або зубчасті. Прикореневі листки зберігаються до кінця вегетації; стеблових листків багато: нижні – яйцюваті чи яйцювато-округлі, на довгих ніжках, (1)1.5–5 × (0.5)1–2.5 см; верхні – вузько-еліптичні, еліптичні чи широко-ланцетні. Квітки блідо-жовті, дрібні, 5–15 мм у діаметрі. Чашолистки розлогі, притиснуто-запушені чи голі. Пелюстки 2.5–4 мм, довші за чашолистки. Сім'янки еліптично-круглі, дещо стислі, 1–1.7 × 1–1.2 мм, зернисті, вузькокілеві, з тьмяною темно-коричневою поверхнею; дзьоб малий. 2n=16.

## Поширення
Росте у Європі (Албанія, Болгарія, Франція, Велика Британія, Греція, Угорщина, Італія, Північний Кавказ, Португалія, Румунія, Іспанія, Швеція, Україна, Боснія і Герцеговина, Чорногорія, Хорватія, Македонія, Сербія, Словенія), північно-західній Африці (Алжир, Марокко, Туніс) й Азії (Іран, Ірак, Ліван-Сирія, Азербайджан, Грузія, Туреччина); вимерлий в Ізраїлі; інтродукований до Австралії.
Населяє вологі мулисті місця
В Україні вид росте на вологих місцях, болотах — Закарпаття, зрідка; у Криму, звичайно.